# خرز د لا فرونترا
خِـرِز دِ لا فرونترا (به اسپانیایی: Jerez de la Frontera‎) یک شهرستان‌های اسپانیا در اسپانیا با جمعیت ۲۱۵٬۱۸۰ نفر است که در استان کادیس واقع شده‌است.